# 參謀長

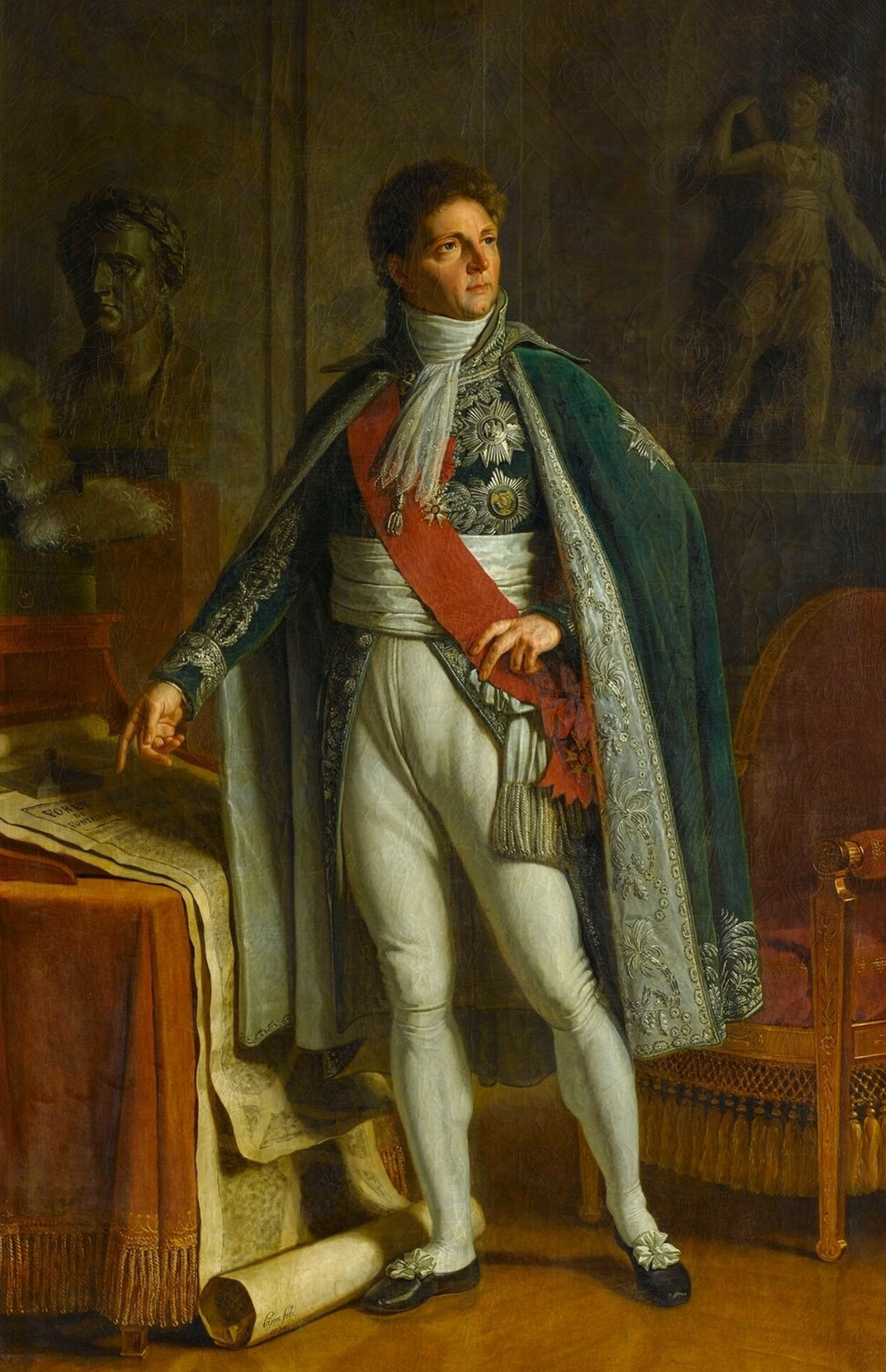
路易-亞歷山大·貝爾蒂埃，其為歷史上最出色的參謀長之一

參謀長指一个軍隊的參謀部的首長。

## 聯合各軍種作戰的總參謀長
- 中華民國國防部參謀本部參謀總長
- 中央軍事委員會聯合參謀部參謀長
- 美國參謀長聯席會議主席
- 俄罗斯武裝部队总参谋长
- 英國國防參謀長
- 法國國防參謀長
- 印度國防參謀長
- 日本統合幕僚長
- 韓國聯合參謀本部議長
- 朝鮮人民軍總參謀長
- 德國聯邦國防軍總監
- 新加坡三軍總長
- 加拿大国防参谋长

## 陸軍參謀長
- 美國陸軍參謀長
- 英國陸軍參謀長（英语：Chief of the General Staff (United Kingdom)）
- 日本陸上幕僚長
- 法國陸軍參謀長（英语：Chief of Staff of the French Army）
- 印度陸軍參謀長
- 巴基斯坦陸軍參謀長（英语：Chief of Army Staff (Pakistan)）
- 韓國陸軍參謀總長

## 海軍參謀長
- 英國第一海務大臣兼海軍參謀長
- 美國海軍作戰部長
- 日本海上幕僚長
- 印度海军参谋长（英语：Chief of the Naval Staff (India)）
- 巴基斯坦海军参谋长（英语：Chief of the Naval Staff (Pakistan)）
- 孟加拉海军参谋长（英语：Chief of Naval Staff (Bangladesh)）
- 韓國海軍參謀總長

## 空军参谋长
- 美國空軍參謀長
- 英國空軍參謀長（英语：Chief of the Air Staff (United Kingdom)）
- 日本航空幕僚長
- 印度空军参谋长（英语：Chief of the Air Staff (India)）
- 巴基斯坦空军参谋长（英语：Chief of the Air Staff (Pakistan)）
- 韓國空軍參謀總長